# Ururi
Ururi là một đô thị ở tỉnh Campobasso trong vùng Molise thuộc nước Ý, có vị trí cách khoảng 40 km về phía đông bắc của Campobasso. Tại thời điểm ngày 31 tháng 12 năm 2004, đô thị này có dân số 2.979 người và diện tích là 31,5 km².
Ururi giáp các đô thị: Larino, Montorio nei Frentani, Rotello, San Martino in Pensilis.